# Manifest sedmi
Manifest sedmi byl protest sedmi umělců proti nové linii Komunistické strany Československa po jejím V. sjezdu (bolševizace strany a podřízení KSČ směrnicím Kominterny) v roce 1929. Text vzniklý z podnětu Ivana Olbrachta vyšel jako leták s titulem Spisovatelé komunisté komunistickým dělníkům. Vyzýval k odstranění nového (Gottwaldova) vedení strany, které podle názoru podepsaných ohrožovalo masový charakter a akceschopnost KSČ. Signatáři byli poté ze strany vyloučeni. Byli to: 
- Ivan Olbracht
- Helena Malířová (partnerka Ivana Olbrachta)
- Stanislav Kostka Neumann
- Josef Hora
- Jaroslav Seifert
- Marie Majerová
- Vladislav Vančura

Projev „sedmi“ byl odsouzen nejen vedením strany, ale i antimanifestem komunistických spisovatelů, kteří zachovali loajalitu vedení. Zásadní stanovisko k projevu „sedmi“ podepsali Karel Teige, Konstantin Biebl, Vítězslav Nezval, Vilém Závada, František Halas, Karel Konrád, Jiří Weil, Julius Fučík, Bedřich Václavek, Vladimír Clementis, Ladislav Novomeský a Vojtěch Tittelbach. Konstantin Biebl a Vilém Závada byli ovšem v tomto dokumentu podepsáni bez vlastního vědomí.